# Róża Kolumba Białecka
Róża Kolumba Białecka (właściwie Róża Filipina Białecka, imię zakonne Maria Kolumba, herbu Jelita; ur. 23 sierpnia 1838 w Jaśniszczach, zm. 18 marca 1887 w Wielowsi) – polska zakonnica, założycielka i pierwsza przełożona generalna Zgromadzenia Sióstr Dominikanek III Zakonu św. Dominika (dominikanek) w Polsce oraz Czcigodna Służebnica Boża Kościoła katolickiego.

## Życiorys

### Lata dzieciństwa
Róża Białecka urodziła się w wielodzietnej rodzinie szlacheckiej 23 sierpnia 1838, w dziedzicznym dworku Jaśniszcze (Kresy Wschodnie, koło Podkamienia, ówczesne województwo tarnopolskie), jako córka Franciszka Białeckiego herbu Jelita oraz Anny Ernestyny z domu Radziejowskiej (córki Michała i Józefy z domu Czosnowskiej). Miała sześcioro rodzeństwa, z których czworo zmarło w dzieciństwie oraz starszą Marię i młodszą Władysławę Alfonsę. Dzień później (24 sierpnia) została ochrzczona w parafialnym kościele Wniebowzięcia NMP w Podkamieniu z rąk o. Piotra Korotkiewicza OP, otrzymując imiona: Róża, Filipina, Filomena, a rodzicami chrzestnymi byli Stanisław Morawski i Zuzanna Kamieńska. 
Dworek w Jaśniszczach posiadał kaplicę domową, a kapelanem był w nim ks. Władysław Kiejnowski TJ. Często w niej odprawiano msze święte, a niemal stałą praktyką rodziny była codzienna modlitwa różańcowa. Już od najmłodszych lat cechowała ją łagodność, posłuszeństwo i pokora. Miała wielkie współczucie dla ubogich i cierpiących, często chcąc ich wesprzeć darami. Przygotowując się do przyjęcia pierwszej komunii świętej ciężko zachorowała, przyjmując ją na klęcząco przy łóżku, w dworku, 8 grudnia 1846, w uroczystość Niepokalanego Poczęcia Najświętszej Maryi Panny. W 1850 przyjęła sakrament bierzmowania w Podkamieniu, czyniąc jednocześnie w kościele dominikanów przed cudownym Obrazem Matki Bożej Podkamieńskiej ślub, że zostanie zakonnicą. Początkowo nauki pobierała w domu ucząc się języka polskiego, muzyki czy języków obcych (francuskiego i niemieckiego), a następnie w maju 1852 oddano ją na pensję do sióstr Sacré Coeur we Lwowie, gdzie uzyskała wykształcenie średnie. 

### Powołanie zakonne
Kluczowym momentem w jej powołaniu było spotkanie 2 lipca 1856 w Podkamieniu z generałem dominikanów o. Wincentym Aleksandrem Jandelem OP, do którego doszło z inspiracji jej spowiednika o. Donata Piątkowskiego, który zachęcił ją do rozmowy z nim. W wyniku tego spotkania i rozmowy, zasugerował on, by udała się ona do francuskiego klasztoru dominikanek w Nancy (Lotaryngia), w celu formacji zakonnej, która pozwoli jej w przyszłości być odnowicielką sióstr dominikanek w Polsce. Prowadziła ona korespondencję z nim jak również nawiązała kontakt z matką przełożoną sióstr dominikanek w Nancy s. Marią Pauliną od św. Róży Lejeune OP. 
11 czerwca 1857 w uroczystość Bożego Ciała wstąpiła do klasztoru w Nancy. W okresie postulatu pełniła obowiązki zakrystianki, pomagając w pracy dwóm innym siostrom. Postulat był dla niej okresem kształtowania duchowego, w którym większość czasu spędzała na adoracji Najświętszego Sakramentu, klęcząc w klasztornej kaplicy. 30 kwietnia 1858 otrzymała habit zakonny, przyjmując imię zakonne Maria Kolumba, rozpoczynając roczny okres nowicjatu. 30 kwietnia 1859 złożyła pierwsze śluby zakonne. 

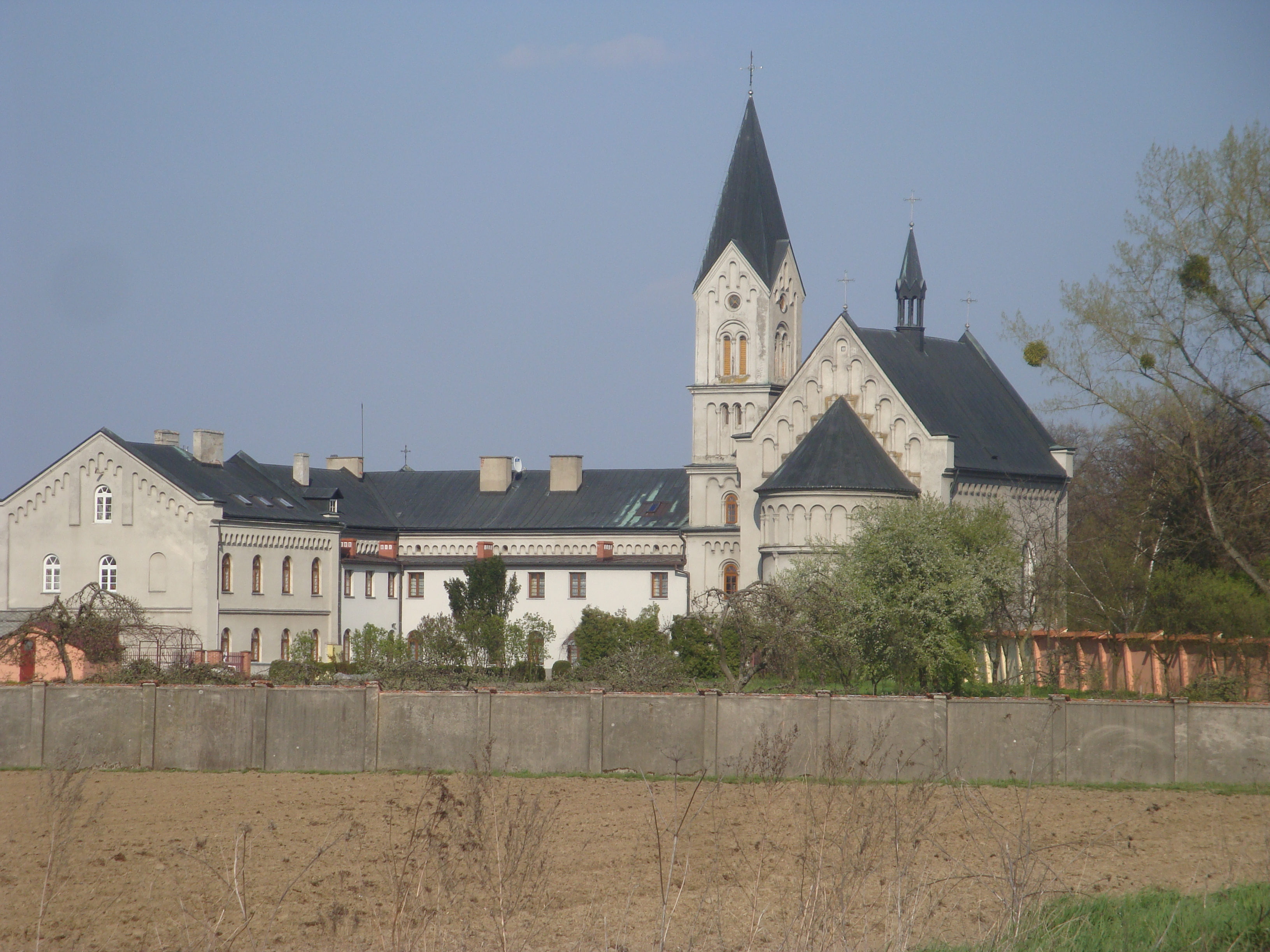
Klasztor sióstr dominikanek w Wielowsi

W maju lub w czerwcu 1859 opuściła klasztor w Nancy, przybywając do Lwowa, gdzie mieszkała wówczas jej matka. Następnie mieszkała, przez ponad pół roku u sióstr benedyktynek w Przemyślu, przygotowując się tam do formacji nowego zgromadzenia, poprzez redagowanie konstytucji zakonnej. 20 kwietnia 1860 do klasztoru na spotkanie z nią przybył proboszcz ks. Julian Leszczyński, aby rozważyć z nią możliwość fundacji klasztoru dominikanek w Wielowsi. Siostra utwierdziła go w przekonaniu, że formacja nowego zgromadzenia sióstr dominikanek pozwoli na pracę sióstr na gruncie charytatywnym i katechetycznym. W marcu 1861 wyjechała z Przemyśla do Nancy, by złożyć tam śluby wieczyste. 1 kwietnia tegoż roku w Poniedziałek Wielkanocny, złożyła uroczyste śluby zakonne na ręce przeoryszy klasztoru s. Lejeune OP, w obecności o. Markolina Hue OP, po czym 12 maja tegoż roku przybyła do Wielowsi celem prac organizacyjnych przy tworzeniu tam klasztoru.
30 maja 1861 w towarzystwie dwóch aspirantek Anieli Paulin i Katarzyny Murzyńskiej zamieszkała w małym domku w Wielowsi tworząc zalążki przyszłego klasztoru. Wkrótce po przyjęciu kolejnych dwóch aspirantek, 8 sierpnia tegoż roku za zgodą biskupa przemyskiego Adama Jasińskiego uroczyście otworzyła tam nowicjat sióstr dominikanek w Polsce. 20 kwietnia 1864 rozpoczęto budowę nowego budynku klasztornego, a 30 kwietnia tegoż roku uroczyście położono kamień węgielny, który poświęcił ks. Julian Leszczyński. 1 maja 1866 przystąpiono do budowy kaplicy, kładąc uroczyście kamień węgielny pod jej budowę. 10 czerwca 1865 odbyły się obłóczyny w kościele parafialnym pierwszych postulantek w Wielowsi. Następnie 29 stycznia 1867 przy współudziale opiekuna sióstr ks. Leszczyńskiego, bp Jasiński potwierdził ustawy zakonne dla sióstr dominikanek, po czym 15 stycznia 1868 bp Antoni Manastyrski wydał dekret erekcyjny nowego zgromadzenia pod nazwą Kongregacja Sióstr Trzeciego Zakonu św. Dominika. Na mocy tego aktu matka Kolumba Białecka została mianowana przełożoną generalną tej Kongregacji. 
Z uwagi na pogarszający się stan zdrowia, za radą lekarza 11 października 1869 opuściła Wielowieś udając się na kurację do francuskiego klasztoru sióstr dominikanek w Cette, czyniąc na czas swojej nieobecności, zastępczynią s. Gertrudę Łastowiecką OP. W połowie kwietnia 1870, kiedy stan jej zdrowia uległ polepszeniu wyjechała z Cette do Rzymu, gdzie zamieszkała u księżnej Odeschalchi. W Rzymie miała okazję 12 maja tegoż roku poznać zmartwychwstańca o. Piotra Semenenkę CR, współzałożyciela Zgromadzenia Zmartwychwstania Pańskiego, późniejszego Sługę Bożego. Zwiedziła również miejsce działalności św. Franciszka OFM – Asyż, następnie Loreto, potem nawiedziła grób św. Dominika OP w Bolonii i grób św. Antoniego OFM w Padwie. W drodze powrotnej jadąc do Lwowa, zatrzymała się w Jazłowcu, gdzie poznała Marcelinę Darowską CSIC, późniejszą błogosławioną, a następnie 3 sierpnia 1870 wróciła do Wielowsi. 14 września tegoż roku odbyło się uroczyste poświęcenie nowej kaplicy i klasztoru w Wielowsi. Po ukończeniu domu generalnego zajęła się organizowaniem innych domów zakonnych. Przy pomocy ks. Wojciecha Harmaty zorganizowała budowę klasztoru w Bielinach nad Sanem, który został poświęcony 23 listopada 1876. 6 października 1872 otwarła placówkę w Wielkich Oczach koło Bełżca, a 9 czerwca 1878 w Tyczynie. Przyjmując w testamencie dobra hrabiny Konstancji Stadnickiej w 1877, przystąpiła do organizacji placówki w Białej Niżnej.

### U schyłku życia
Od 1872 zaczęły się piętrzyć trudności w porozumieniu z ks. Leszczyńskim, dlatego zdecydowała się na szukaniu wsparcia i pomocy duchowej u innego duchownego, którym okazał się dr teologii, ojciec duchowny seminarium we Lwowie, ks. Józef Weber, późniejszy arcybiskup i zmartwychwstaniec. W sierpniu 1878 udała się do Gietrzwałdu, jedynego w Polsce miejsca objawień Matki Bożej, a następnie pielgrzymowała do grobu św. Wojciecha w Gnieźnie. Po przybyciu do Wielowsi postanowiła 16 czerwca 1879 za radą ks. Leszczyńskiego wyjechać z Wielowsi do Lwowa, gdzie zamieszkała u swojej matki, a następnie u sióstr benedyktynek. Rozważała wtedy przejście do II zakonu sióstr dominikanek na Gródku w Krakowie, czyniąc liczne starania zarówno u władz duchownych jak i u krakowskich sióstr. List biskupa przemyskiego Macieja Hirschlera, będącego odpowiedzią na jej duchowe rozterki utwierdził ją w przekonaniu, że powinna – mimo trudności – pozostać w zgromadzeniu sióstr, której jest założycielką. 
W maju 1880 powróciła do Wielowsi. 6 stycznia 1883 bp Łukasz Solecki zatwierdził Konstytucje Zgromadzenia Sióstr Dominikanek III Zakonu św. Dominika. 25 stycznia 1885 przybyła wraz z s. Dominiką Cellerin OP do Rzymu, celem aprobaty Zgromadzenia przez Stolicę Apostolską, gdzie zamieszkała w klasztorze sióstr nazaretanek. 13 marca tegoż roku papież Leon XIII zaaprobował działalność utworzonego przez nią Zgromadzenia i polecił Kongregacji ds. Biskupów i Zakonników do wystawienia temu Zgromadzeniu Dekretu Pochwalnego, który nosi datę 21 marca 1885. 17 kwietnia tegoż roku powróciła do Wielowsi. 12 kwietnia 1886 udała się do Rawy Ruskiej, w celu fundacji kolejnego domu zakonnego, który otwarto 9 września. 

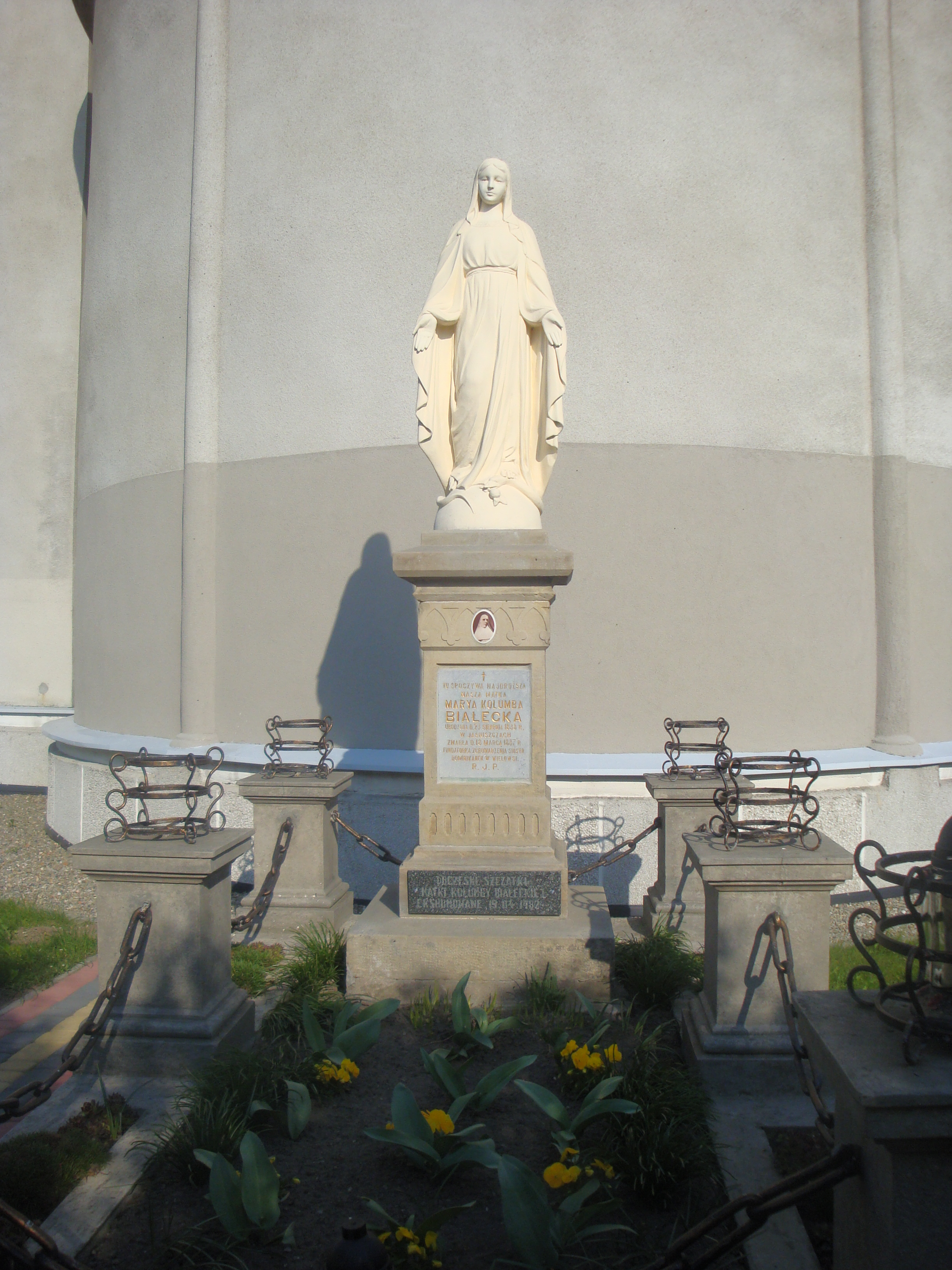
Grobowiec Róży Kolumby Białeckiej w ogrodzie klasztornym w Wielowsi

Pod koniec 1886 stan jej zdrowia znacznie się pogorszył, gdyż zachorowała na zapalenie płuc z wysoką gorączką. Lekarz zalecił jej kurację we Lwowie, gdzie zamieszkała u sióstr miłosierdzia, będąc pod opieka lekarza, który stwierdził u niej gruźlicę. Mimo złego stanu zdrowia zdecydowała się powrócić 4 grudnia tegoż roku do Wielowsi. Zmarła 18 marca 1887 około godziny 21:30 leżąc w swojej celi klasztornej przy czuwających współsiostrach oraz ks. Władysławie Ciechanowiczu, który udzielił jej ostatniego sakramentu namaszczenia chorych. Pogrzeb odbył się 22 marca, po którym spoczęła w ogrodzie klasztornym, za kaplicą, pochowana w murowanym grobie w dwóch trumnach metalowej i dębowej oraz w sosnowej skrzyni. 19 kwietnia 1982 dokonano ekshumacji doczesnych jej szczątków.

## Publikacje
Pozostały po niej liczne pamiątki piśmienne, w postaci: listów, Dyrektorium, Konstytucji i dziennika duchowego, które zostały zebrane i opublikowane już po jej śmierci w paru pozycjach książkowych. 
- Kolumba Róża Białecka (rys życia napisał Zygmunt Mazur, wybór pism Joachim Roman Bar): Wierna utajonej miłości: rys życia i wybór pism Kolumby Róży Białeckiej. Kraków: Wydawnictwo OO. Karmelitów Bosych, 1989. OCLC 76262191. Brak numerów stron w książce
- Kolumba Róża Białecka, Aby nie zgasło w tobie święte pragnienie: z pism Kolumby Białeckiej, Kraków: Wydawnictwo D'el Art, 2001, ISBN 83-86856-35-1, OCLC 749308740. Brak numerów stron w książce
- Kolumba Róża Białecka, Listy do sióstr, Kraków: Wydawnictwo Karmelitów Bosych, 2006, ISBN 83-7305-214-3, OCLC 749289844. Brak numerów stron w książce
- Kolumba Róża Białecka, Natchnienia duchowne, Kraków: Wydawnictwo Karmelitów Bosych, 2008, ISBN 978-83-7305-303-8, OCLC 297654815. Brak numerów stron w książce
- Kolumba Róża Białecka, Klucz do skarbów: myśli sługi bożej Kolumby Białeckiej, Kraków: Wydawnictwo Karmelitów Bosych, 2012, ISBN 978-83-7604-196-4, OCLC 812758712. Brak numerów stron w książce
- Kolumba Róża Białecka, Ożywiać wszystko duchem wiary: myśli Matki Kolumby Białeckiej na każdy dzień, Kraków: Wydawnictwo Karmelitów Bosych, 2013, ISBN 978-83-7604-281-7, OCLC 860550649. Brak numerów stron w książce

## Proces beatyfikacji
Z inicjatywy sióstr dominikanek przekonanych o świątobliwości jej życia poczyniono starania celem wyniesienia jej na ołtarze. W kronice sióstr wielowiejskich znajduje się wpis w dniu jej pogrzebu (22 marca 1887) o następującej treści:

W głębi dusz żywimy tę głęboką nadzieję, że może któraś z nas dożyje jakiego objawu dowodzącego świętości naszej Matki Fundatorki! O! Bo życie Jej jaśniało cnotami i przeszła wiele cierpień, zanim stanęła u kresu swej pielgrzymki ziemskiej! Lecz wszystko już przeszła Matka nasza! Teraz już szczęśliwa! – my biedne sieroty!

Została założona księga łask i cudów za jej przyczyną, z wieloma wpisami dziękczynnymi. 
Pierwszą próbę wyniesienia jej na ołtarze podjęto w latach 1948–1951 na zlecenie bp. Franciszka Bardy, ale trudności materialne, personalne oraz tragiczna śmierć postulatora, o. Efrema Glińskiego OP, przerwały te starania, które zakończyły się niepowodzeniem. W 1961 przełożona generalna s. Cherubina Schreiber OP, skierowała prośbę do ówczesnego Prymasa Polski kard. Stefana Wyszyńskiego, z wymaganą dokumentacją, celem wznowienia postępowania beatyfikacyjnego. 25 czerwca 1970 na Kapitule specjalnej siostry jednogłośnie przyjęły wniosek o wszczęcie procesu informacyjnego. Postulatorem diecezjalnym tego procesu został mianowany o. Szczepan Jaroszewski OP, ale wycofał się on w 1975, co spowodowało wstrzymanie procesu.
Kolejną próbę podjęto w 1977, kiedy Kapituła generalna Zgromadzenia, pod kierunkiem s. Serafiny Steinig OP, zdecydowała o ponowieniu starań wszczęcia procesu beatyfikacyjnego. Postulatorem diecezjalnym został mianowany 22 kwietnia 1979 bp Józef Glemp. Prymas Polski kard. Wyszyński dekretem z 14 stycznia 1980 zezwolił na rozpoczęcie prac przygotowawczych. Odtąd przysługiwał jej tytuł Służebnicy Bożej. Bp Ignacy Tokarczuk powołał Komisję historyczną, celem zgromadzenia pełnej dokumentacji, która zakończyła pracę 6 września 1980. Z chwilą powołania bp. Glempa na Prymasa Polski, nastąpiła 23 września 1981 zmiana postulatora na ks. dr. Stefana Kośnika. 
17 maja 1988 został otwarty proces na szczeblu diecezjalnym w Przemyślu, kiedy to zaprzysiężono powołany 21 kwietnia tegoż roku trybunał diecezjalny w składzie:
- ks. Stanisław Cały – delegat biskupa przemyskiego
- ks. Stanisław Górecki – promotor sprawiedliwości
- ks. Marian Balicki – notariusz procesu
- s. Teresa Wojtarowicz OP – notariusz procesu

Odbyło się 27 sesji trybunału diecezjalnego, na których przesłuchano 23 świadków. 3 listopada 1988 Stolica Apostolska wydała dekret tzw. Nihil obstat, pozwalający na rozpoczęcie procesu beatyfikacyjnego. Postulatorem generalnym mianowano ks. dr. Mariana Rolę. 31 maja 1989 w Przemyślu nastąpiło zamknięcie procesu diecezjalnego, po czym akta zostały przekazane 4 października tegoż roku, Kongregacji Spraw Kanonizacyjnych do Rzymu. 14 lutego 1992 Kongregacja wydała dekret o ważności postępowania diecezjalnego. W lipcu 2002 przekazano tzw. Positio, wymagane w dalszej procedurze beatyfikacyjnej. 17 grudnia 2002 odbyło się posiedzenie konsultorów komisji historycznej, a 28 września 2004 konsultorów komisji teologicznej, które pozytywnie zaopiniowały dokumentację procesu. 
14 grudnia 2004 odbyło się posiedzenie kardynałów i biskupów Kongregacji Spraw Kanonizacyjnych, która pozytywnie zaopiniowała papieżowi św. Janowi Pawłowi II propozycję jej beatyfikacji. 20 grudnia 2004 papież św. Jan Paweł II promulgował dekret o heroiczności jej życia i cnót. Odtąd przysługuje jej tytuł Czcigodnej Służebnicy Bożej. 

## Upamiętnienie
- Zachowała się cela klasztorna w Wielowsi, w której ona mieszkała z licznymi pamiątkami, które po niej pozostały[43]. Nie jest ona udostępniona dla zwiedzających (wstęp możliwy jest po uzyskaniu zgody u siostry przełożonej). Grób i celę w której mieszkała odwiedziło wielu biskupów, m.in.: bp Ignacy Tokarczuk, bp Wojciech Tomaka, bp Franciszek Barda, bp Stanisław Jakiel, bp Bolesław Taborski czy bp Tadeusz Błaszkiewicz oraz generałowie dominikanów: o. Vincent de Couesnongle OP czy o. Aniceto Fernández OP[43].
- Powstało wiele wierszy, pieśni ku jej czci i utworów scenicznych. Koło teatralne przy parafii Wszystkich Świętych w Bobowej zaprezentowało 31 stycznia 2016 misterium bożonarodzeniowe pt. „Bądźmy świadkami miłosierdzia jak Róża Białecka”, jej poświęcone w reżyserii s. Rozarii Dorożewycz OP[46]. Pojawiały się artykuły o niej w czasopiśmie „Róża Duchowna” wydawanym we Lwowie. Ułożono specjalną modlitwę o jej beatyfikację.
- Jednym z przejawów kultu i przekonania o jej świętości jest czuwanie modlitewne w intencji jej beatyfikacji tzw. „Jerycho”[43]. Podczas tego czuwania przez siedem dni i nocy przy wystawionym Najświętszym Sakramencie zanoszone są modlitwy o łaskę jej beatyfikacji oraz inne łaski, które kończy się uroczystą mszą świętą w dzień rocznicy jej śmierci (18 marca)[43]. Inicjatorem tego czuwania był w 2005 ks. Czesław Wala – ówczesny kustosz Sanktuarium Matki Bożej Bolesnej Królowej Polski w Kałkowie-Godowie[43].
- Jedną z ulic w Tarnobrzegu nazwano jej imieniem (plac Matki Kolumby Białeckiej)[47]